# Full Circle (도어스의 음반)
| 전문가 평가              | 전문가 평가                                           |
| 평가 점수                | 평가 점수                                             |
| 출처                     | 점수                                                  |
| ------------------------ | ----------------------------------------------------- |
| AllMusic                 | [ 3 ]                                                 |
| Christgau's Record Guide | C                                                     |
| Classic Rock             | 4/10                                                  |
| Record Collector         | · (combined score for Full Circle · and Other Voices) |

《Full Circle》은 1972년 8월 15일에 발매된 미국의 록 밴드 도어스의 여덟 번째 스튜디오 음반이다. 이 음반은 짐 모리슨의 죽음 이후 두 번째 음반이며, 1978년 음반 《An American Prayer》까지 그들이 마지막으로 완성한 음반이다. 이 음반에는 〈The Mosquito〉가 수록되어 있는데, 이 음반은 마지막 차트 진입을 한 도어스 싱글이다.

## 녹음 및 구성
1971년 《Other Voices》의 짐 모리슨이 빠진 이 밴드의 첫 음반은 《빌보드》 차트 31위에 오르며 모리슨의 죽음에서도 살아남을 수 있음을 보여주었다. 현재 키보디스트 레이 맨자렉, 기타리스트 로비 크리거, 드러머 존 덴스모어로 구성된 이 밴드는 샌타모니카 대로 8512에 있는 2층짜리 건물인 워크샵으로 알려진 리허설 공간에서 《Other Voices》를 녹음하기로 선택했지만, 《L.A. Woman》을 위해 할리우드의 A&M 스튜디오로 이적했다. 《Other Voices》가 《L.A. Woman》 세션(모리슨이 파리로 떠나기 전에 작업한 트랙도 있음)의 연장선상에 있지만, 《Full Circle》은 밴드가 재즈를 더 깊이 파고들며 몇몇 최고 수준의 세션 음악가들과 함께 작업한 독립 작품이었다. 그때까지 모든 도어스 음반을 엔지니어링하고 《L.A. Woman》과 《Other Voices》의 공동 프로듀싱을 맡았던 브루스 보트닉은 세션 참여를 거부했다.

## 이후 발매
몇 년 동안 도어스는 공식적인 미국판 CD 발매가 없는 두 장의 전 모리슨 음반을 대부분 무시해 왔다. 《Full Circle》은 2006년 10월 23일 타임리스 홀랜드 레이블에 의해 이전 (전 모리슨) 도어스 음반 《Other Voices》와 함께 CD로 발매되었다. 인터넷에서 《Full Circle》과 《Other Voices》의 비공식 CD 사본을 찾는 것은 비교적 쉽지만, 한 CD에 수록된 두 음반의 2010년 발매를 제외하고 대부분의 바이닐, CD 전송에는 싱글 전용 〈Treetrunk〉가 포함되어 있지 않다. 이번 발표는 또한 〈The Mosquito〉와 〈The Piano Bird〉의 편집된 싱글 버전들을 특징으로 했다. 〈Treetrunk〉는 마침내 2013년 도어스 싱글 박스의 일본판의 일부로 공식 재발매되었다. 도어스의 경영진은 모리슨 이후의 두 음반 모두 마스터 테이프를 보유하고 있지 않다고 밝혔지만, 그럼에도 불구하고 두 음반에서 리마스터링된 곡들은 이후 공식 발매에서 찾을 수 있다. 《Full Circle》의 첫 번째 트랙인 〈The Mosquito〉는 2000년 더블디스크 버전의 《The Best of The Doors》에서 〈No Me Moleste Mosquito〉로 발매되었다.
2011년 9월 27일, 도어스는 마침내 《Other Voices》와 함께 《Full Circle》에게 아이튠즈, Amazon.com, eMusic과 같은 매장을 통해 디지털 다운로드를 통해 첫 번째 공식 재발행권을 주었다. 이러한 재발행에는 오리지널 마스터 테이프가 사용된 것으로 확인되었다.

## 곡 목록
| #  | 제목                 | 작사·작곡                | 재생 시간 |
| -- | -------------------- | ------------------------ | --------- |
| 1. | 〈Get Up and Dance〉 | 로비 크리거, 레이 만자렉 | 2:26      |
| 2. | 〈4 Billion Souls〉  | 크리거                   | 3:18      |
| 3. | 〈Verdilac〉         | 크리거, 만자렉           | 5:40      |
| 4. | 〈Hardwood Floor〉   | 크리거                   | 3:38      |
| 5. | 〈Good Rockin'〉     | 로이 브라운              | 4:22      |

| #  | 제목                                       | 작사·작곡                   | 재생 시간 |
| -- | ------------------------------------------ | --------------------------- | --------- |
| 6. | 〈The Mosquito〉                           | 존 덴스모어, 크리거, 만자렉 | 5:16      |
| 7. | 〈The Piano Bird〉                         | 잭 콘래드, 덴스모어         | 5:50      |
| 8. | 〈It Slipped My Mind〉                     | 크리거                      | 3:11      |
| 9. | 〈The Peking King and the New York Queen〉 | 만자렉                      | 6:25      |